# أنيل كومار براكاش
أنيل كومار براكاش (بالإنجليزية: Anil Kumar Prakash) هو منافس ألعاب قوى هندي، ولد في 28 أغسطس 1973 في Haripad ‏ في الهند.

## وصلات خارجية
- أنيل كومار براكاش على موقع الاتحاد الدولي لألعاب القوى (الإنجليزية)
- أنيل كومار براكاش على موقع أوليمبيديا (الإنجليزية)